# Valouse (affluent de l'Ain)
Pour les articles homonymes, voir Valouse (homonymie).
La Valouse est une rivière française qui coule dans les départements du Jura et de l'Ain, donc dans les deux régions de Bourgogne-Franche-Comté et Auvergne-Rhône-Alpes. C'est un affluent droit de l'Ain, donc un sous-affluent du Rhône.

## Géographie
La Valouse prend naissance sur le territoire de la commune d'Écrille, près du lieu-dit les Monteilliers, à 440 m d'altitude, dans le département du Jura, à moins de 20 kilomètres au sud-sud-est de Lons-le-Saunier, et à moins de trois kilomètres du lac de Vouglans.
Son orientation générale est nord-sud. Après un parcours de 41,8 km, elle se jette dans l'Ain (rive droite) en aval de Thoirette, dans les gorges de l'Ain, petite localité située à une douzaine de kilomètres à l'ouest d'Oyonnax, mais sur la commune de Corveissiat (Ain) par une subtilité cadastrale qui fait que son embouchure est au niveau du pont du CD 936, quelques dizaines de mètres en aval de la limite départementale.
Son bassin versant s'étend sur 312 km2 culmine à 841 m d'altitude et présente un dénivelé maximum de 569 m. Sa source est à 440 m d'altitude et le confluent est à 285 m d'altitude.

### Communes et cantons traversés
La Valouse traverse dix-sept communes
- Écrille (source), Orgelet, Chambéria, Savigna, Chatonnay, Dramelay, Arinthod, Valfin-sur-Valouse, Saint-Hymetière, Genod, Lavans-sur-Valouse, Vosbles, Cornod, Thoirette, Corveissiat (confluence).

Soit en termes de cantons, la Valouse prend source sur l'ancien canton d'Orgelet, maintenant - depuis 2015 - dans le canton de Moirans-en-Montagne, traversait l'ancien canton d'Arinthod et conflue sur l'ancien canton de Treffort-Cuisiat, maintenant sur le canton de Saint-Etienne-du-Bois, le tout dans les arrondissements de Lons-le-Saunier et de Bourg-en-Bresse.

### Toponymes
La Valouse a donné son hydronyme aux trois communes de Valfin-sur-Valouse, Lavans-sur-Valouse, et Marigna-sur-Valouse.
Contrairement à ce que son nom indique, Marigna-sur-Valouse est traversée par le Valouson, affluent de la Valouse (9,3 km).

### Bassin versant
La Valouse traverse trois zones hydrographiques « Le Valouson » (V261), « La Valouse de sa source au Valouson » (V260), « La Valouse du Valouson à l'Ain » (V262) pour une superficie totale de 312 km2. Ce bassin versant est constitué à 50,18 % de « territoires agricoles », à 48,64 % de « forêts et milieux semi-naturels », à 1,08 % de « territoires artificialisés », à 0,10 % de « zones humides », à 0,08 % de « surfaces en eau »

## Affluents
La Valouse a dix affluents référencés :
- le Ruisseau de Merlue (rg[note 2]), 7,9 km sur les trois communes d'Ecrille, Plaisia, la Tour-du-Meix, avec deux affluents :
  - le Bief d'Enfer (rg), 6,9 km sur les trois communes de Sarrogna, Ecrille, et Cernon.
  - le Bief du Chanois (rg), 4,9 km sur les deux communes de Sarrogna, Ecrille.
- la Doye (rg), 2,2 km sur la seule commune de Savigna.
- le Valouson (rd), 9,3 km sur les cinq communes de Nancuise, Marigna-sur-Valouse, Chaveria, Savigna, Chatonnay.
- le ruisseau de Valcombe (rg), 5,7 km sur les quatre communes de Savigna, Legna, Chatonnay et Arinthod, avec deux affluents :
  - le ruisseau d'Agea (rd), 1,5 km sur les deux communes de Savigna et Legna, avec un affluent :
    - le ruisseau de Légna (rd), 1,1 km sur la seule commune de Legna

  - le Valzin (rd), 6,1 km sur les quatre communes de Sarrogna, Savigna, Fetigny, Legna.
- le Dard (rd), 4,1 km sur les trois communes de la Boissière, Dramelay, Chatonnay avec un affluent :
  - le ruisseau des Prélieux (rd), 1,6 km sur les deux communes de la Boissière et Dramelay.
- le ruisseau de Chartru (rg), 1,9 km sur la seule commune d'Arinthod.
- le ruisseau de Combey (rg), 2,3 km sur la seule commune de Chisseria.
- le ruisseau de la Balme ou ruisseau des Effondrés (rd), 2,9 km sur la seule commune de Valfin-sur-Valouse avec un affluent :
  - le ruisseau des Iles (rd), 2,4 km sur la seule commune de Valfin-sur-Valouse
- l'Ancheronne (rg), 3 km sur les trois communes de Lavans-sur-Valouse, Cornod, Vosbles.
- le Sancon (rd), 7,4 km sur les trois communes de Vosbles, Aromas, et Thoirette.

### Rang de Strahler
Donc son rang de Strahler est de quatre par le ruisseau de Valcombe.

## Hydrologie

### La Valouse à Thoirette
Le débit de la Valouse a été observé à Thoirette depuis le 1er novembre 1956 pour un bassin versant de 280 km2 et à 287 m d'altitude mais arrêté le 1er décembre 1998
Son module est de 8,040 m3/s.

### Étiage ou basses eaux
À l'étiage, c'est-à-dire aux basses eaux, le VCN3, ou débit minimal du cours d'eau enregistré pendant trois jours consécutifs sur un mois, en cas de quinquennale sèche s'établit à 0,4 m3/s, ce qui est faible,.

### Crues
Sur cette période d'observation, le débit journalier maximal a été observé le 15 février 1990 pour 122 m3/s. Le débit instantané maximal a été observé le 14 novembre 1991 avec 151,0 m3/s en même temps que la hauteur maximale instantanée de 142 cm soit 1,42 m.
Le QIX 2 est de 79 m3/s, le QIX 5 est 100 m3/s, le QIX 10 est de 110 m3/s, le QIX 20 est de 130 m3/s et le QIX 50 est de 140 m3/s.

### Lame d'eau et débit spécifique
La lame d'eau écoulée dans cette partie du bassin versant de la rivière est de 909 millimètres annuellement, ce qui est trois fois supérieur à la moyenne en France, à 300 mm/an. Le débit spécifique (Qsp) atteint 28,7 litres par seconde et par kilomètre carré de bassin.

## Aménagements et écologie
Sur son cours on rencontre les lieux-dits le Moulin du Lienne, et un élevage piscicole, le Moulin de la Ville, le Moulin Neuf, le Moulin de la Meuge, le Moulin, la Source de Drevel, le Puits des Vanneaux, le Moulin, le Moulin, le Moulin d'Arinthod, les ruines du moulin la Fillerie, le moulin Live en ruines, l'ancien moulin de l'Ile, le Pré du Gué.